# Margaridisa
Margaridisa es un género de escarabajos de la familia Chrysomelidae. En 1958 Bechyné describió el género. Esta es la lista de especies que lo componen:
- Margaridisa acalyphaea Bechyne, 1997
- Margaridisa buritiensis Bechyne & Springlova de Bechyne, 1978
- Margaridisa genalis Bechyne & Springlova de Bechyne, 1978
- Margaridisa hippuriphilina Bechyne & Springlova de Bechyne, 1978
- Margaridisa mera Bechyne & Springlova de Bechyne, 1978
- Margaridisa praesignata Bechyne, 1997